# Пайян Уртадо, Элисео
Хосе Элисео Пайян Уртадо (исп. José Eliseo Payán Hurtado, 1 августа 1825 — 30 июня 1895) — колумбийский военный и политик, президент Колумбии.

## Биография
Родился в 1825 году в Кали, получил юридическое образование в Университете Кауки, впоследствии жил и работал в Буге. В 1840 году принял участие в войне Высших в войсках Хосе Марии Обандо.
Был избран в палату представителей провинции Каука, где прославился своим ораторским искусством. Во время гражданской войны 1854 года присоединился к войскам Хосе Иларио Лопеса. В 1854-55 годах представлял Кауку в парламенте Колумбии. Когда в 1860 году разразилась очередная гражданская война, Пайян поддержал генерала Томаса Сиприано де Москера, который в конце войны назначил его губернатором провинции Буга, а затем сделал губернатором самой большой и богатой провинции Колумбии — Кауки. Будучи губернатором Кауки, Пайян перенёс её столицу из Попаяна в Кибдо.
Во время гражданской войны 1876-77 годов Пайян выступил на стороне правительства, и генерал Трухильо сделал его командиром дивизии. В 1879 году Пайян использовал войска чтобы устроить переворот в Суверенном штате Каука.
В 1881 году Пайян получил наивысшее звание, возможное для командующего милиционными силами — «хенераль-эн-хефе» (исп. general en jefe). В том же году он был выдвинут в президенты страны, но снял свою кандидатуру в пользу Франсиско Сальдуа. При президенте Нуньесе поддержал начатую тем кампанию «Регенерация», в ходе последовавшей из-за этой кампании гражданской войны выступил на стороне правительства.
На митинге в Боготе, состоявшемся после победы в сражении при Ла-Умареде, президент Нуньес объявил: «Конституция 1863 года более недействительна». В 1885 году была разработана новая Конституция, в соответствии с которой восстанавливался пост вице-президента, упразднённый Конституцией 1863 года. Конституционная Ассамблея избрала 9 декабря 1885 года Рафаэля Нуньеса президентом страны, а Элисео Пайяна — вице-президентом. Однако новая Конституция ещё не вступила в силу, а в соответствии с Конституцией 1863 года Конгресс ежегодно выбирал трёх «Designado Presidencial»: занимающие эти посты люди должны были исполнять обязанности президента в случае его отсутствия. У Элисео Пайяна было очень много врагов в Конгрессе, и поэтому, когда 30 марта 1886 года президент Нуньес подал в отставку по причине плохого здоровья, Конгресс вынудил Пайяна уйти с поста вице-президента. В отсутствие президента и вице-президента во главе страны встал Designado Presidencial, которым на тот момент был именно Хосе Мария Кампо Серрано. Именно Хосе Кампо и ввёл в августе 1886 года в действие новую Конституцию, в соответствии с которой страна превратилась из Соединённых Штатов Колумбии в Республику Колумбия. В начале 1887 года, когда срок полномочий Кампо истёк, а здоровье Нуньеса ещё не восстановилось до такой степени, чтобы он смог приступить к выполнению президентских обязанностей, во главе страны встал Пайян.
Встав во главе исполнительной власти, Пайян издал указ об абсолютной свободе прессы. Он вызвал многочисленную критику, и в итоге привёл в 1888 году к отставке Пайяна с должности вице-президента (она оставалась вакантной вплоть до 1892 года).